# Crossandra benoistii
Crossandra benoistii är en akantusväxtart som beskrevs av K. Vollesen. Crossandra benoistii ingår i släktet Crossandra och familjen akantusväxter. Inga underarter finns listade i Catalogue of Life.